# Кам'яний (притока Болохівки)
Кам'яний (пол. Parowy) — річка в Україні, у Калуському районі Івано-Франківської області у Галичині. Права притока Болохівки, (басейн Дністра).

## Опис
Довжина річки 13 км, похил річки 5,4  м/км, площа басейну водозбору 23,2  км², найкоротша відстань між витоком і гирлом — 7,99  км, коефіцієнт звивистості річки — 1,63 . Формується безіменними струмками.

## Розташування
Бере початок на північно-західній стороні від гори Шинкарська (364,3 м). Тече переважно на північний схід через Степанівку і у селі Верхня впадає у річку Болохіку, ліву притоку Сівки.